# 爆竜戦隊アバレンジャー DELUXE アバレサマーはキンキン中!
『爆竜戦隊アバレンジャー DELUXE アバレサマーはキンキン中!』（ばくりゅうせんたいアバレンジャー デラックス アバレサマーはキンキンちゅう）は、2003年8月16日より東映系で公開された日本の映画作品。特撮ヒーロー番組「スーパー戦隊シリーズ」『爆竜戦隊アバレンジャー』の映画化作品である。同時上映は『劇場版 仮面ライダー555 パラダイス・ロスト』。

## 概要
スーパー戦隊の劇場版が『劇場版 百獣戦隊ガオレンジャー 火の山、吼える』にて復活して以降、劇場版の監督はテレビシリーズのパイロット版（1、2話）を手がけた監督が担当するのが半ば通例となっているが、本作品ではパイロット版を手がけた小中肇がテレビシリーズ初期において現場から外れたため、代わって諸田敏が劇場版を手がけている。
キャスティング面においては、スーパー戦隊シリーズ第1作『秘密戦隊ゴレンジャー』のアカレンジャー役の誠直也が特別出演し、話題となった。この他、本劇場版のヒロインである王女フリージアには当時グラビアアイドル、女優として活躍していた小向美奈子が起用された。
BGMは羽田健太郎が、担当しているTV版とは別に本作品用に新規で作・編曲したものであり、フルオーケストラで新規録音されている。
作中では初めてレギュラー爆竜10体が1カット内に勢ぞろいするシーンがあり、その際の登場シーンやブラキオのセリフは、同じく東映が手がけた『Gメン'75』の有名なシーンのオマージュとなっている。
時系列的には、『轟轟戦隊ボウケンジャーVSスーパー戦隊』の「スーパー戦隊住所録」・アスカの項にアヤメガネズミの撃破 - ショホウセンカメレオンの登場の間の8月と記載されている。
2010年11月20日放送の『名探偵コナン』第596話「転落のアリバイ」に、本作品と『555』の劇場公開を示す画像加工されたポスターがビルの壁に張ってあるシーンがある。

## あらすじ
少年時代、賢者アクガルから王女フリージアとある二匹の爆竜の話を聞かされたアスカ。
現代、夏休みをビーチで満喫していた凌駕たち。そこへ現れた謎の女性が持つ何かを狙って現れたヘキサノイドハナビキニキビーナスにビキニ姿にされ、笑里はビーナス像にされてしまう。彼らはその女性を救出するが彼女こそが王女フリージアであった。フリージアはエヴォリアンが半年前に二匹の爆竜カスモシールドン、カルノリュータスが封印されている氷山をアナザーアースに送り込んだことを告げる。幸人の車で東京へ向かう彼らだが、再びハナビキニキビーナスが出現。凌駕とフリージアは東京へ、幸人、らんる、アスカはハナビキニキビーナスと交戦。幸人は縮小され、らんるは100人もの人数に増やされてしまう。
そのころ、東京に着いた凌駕らはテレビで二匹の爆竜がタンカーを沈没させ、日本に上陸していることを知る。しかも、フリージアの持つ聖なる剣バクレイザーの吹雪石の刃がテレビ朝日のスタジオにあった。先を急ぐ彼らの前にジャンヌが立ちはだかった。

## 登場人物
伝説の王女フリージア
古代のダイノアースに存在した永世中立国サクアスイータの王女で、ダイノアースを滅亡寸前に追いやった凶悪な二匹の爆竜、カルノリュータスとカスモシールドンを命を投げ出して封印した。封印の剣バクレイザーが折られたことにより現代に復活。アバレンジャーと共にバクレイザーの欠片を探すが、その正体はガルヴィディが化けた偽者である。
本物のフリージアはバクレイザーから出られなかったが、そこから凌駕たちの戦いを見ており、最後に彼らに感謝の言葉を述べ、バクレイザーと共に消滅する。
賢者アクガル
15年前、ダイノアースでアスカたちに2匹の青い爆竜の存在を語る。
- デザインイメージは長老。

ヘキサノイド第1号 ハナビキニキビーナス
通常のトリノイドの倍となる、6つの物体、生物の特性を持つヘキサノイド。花火、ビキニ、ニキビ、ハチ（ビー）、ビーナス、ナスを合わせてミケラに創られる。右手から人間を（男性は上半身のみの）ビキニ姿にさせるハート形の光線・ビキニキビームを放ち、胸からは笑里をビーナス像に変えた針状の光線・ビーナスティンガー、口からは、爆弾・ナスビボンバー、頭のハチの巣から無数のハチを出し、ミニミニ化バチで幸人をミニサイズに縮小し、バラバラ化バチで、らんるを100人に増殖させる。夜には体が光輝く。
作中前半でアバレイエロー、ブラックと対決したが、小さくされた幸人（アバレブルー）がイエローのアバレイザーに一体化し、「親指幸人のちっちゃいってことは便利だねボンバー」で弱点である体内に侵入され、アバレイザーの乱射で倒される。トリノイドと異なり巨大化することはなかったが、これに関してミケラは「能力を6つに増やしたのが原因」と推測している。
幸人はその瞬間に元の大きさに戻ったが、笑里はエンディングでビーナス像からビキニ姿に戻っている。
- 一匹の蜂が顔に入っており、緑の部分が目で、尻尾から出た針が頭のてっぺんになっている。頭部の周囲はすだれ状に落ちていく花火を表現している。蜂の複眼をパンツに見えるようにしたり、ナスをビキニに見えるように配置している。6つの要素を取り込むため、グラマラスにデザインすることで女性のラインを失われないようにしている。

次元の流れ者ガルヴィディ
ダイノアースとアナザーアースを自由に行き来できる怪人。フリージアに化けてバクレイザーを奪った。右手の甲から伸ばす爪を武器にしており、アバレキラー（壬琴）を相手にしても互角以上の実力を持つ。バクレイザーを手に入れて、2匹の青い爆竜を操ろうと企むが、最終的にキラーアバレンオーによって爆発するバクレンオーから投げ出され、レッドとティラノの合体技・バクレイザーソードデラックスに敗れる。
- 特定のモチーフはなく、氷をイメージしている。クリアーパーツのアーマーで氷の世界を表現している。アーマー部分には透明パーツが用いられ、電飾が入れられている。

幻のギガノイド「うっかり者」
ヴォッファが丹精込めて制作した究極のギガノイド。しかし、完成直前に事件が収拾したため、出番もなく作品の上映は終了してしまう。ヴォッファは「555（同時上映の『劇場版 仮面ライダー555 パラダイス・ロスト』）に出してやる!」と言っていた。
- 『特撮ニュータイプ』2003年11月号ではデザイン画が掲載されたコラムはデザイン画と併せ「『劇場版 仮面ライダー555 パラダイス・ロスト』のエラスモテリウムオルフェノクがこのギガノイドなのでは？」というファンからの（冗談交じりの）疑惑の声があったことも紹介されていた。
- 詳細なデザイン画などは雑誌などに掲載されており、『水戸黄門』のうっかり八兵衛をモチーフとしている。

## 装備・戦力
バクレイザー
アバレイザー同様、剣と銃に変形するダイノアースの聖なる剣。1万5千年前、ダイノアースの王女フリージアがこの剣に自らの命を宿し、カルノリュータスとカスモシールドンを封印している。バクレンオーを操ることも可能。
必殺技はレッドが爆竜ティラノサウルスの尻尾で弾かれる勢いを利用して攻撃する必殺バクレイザーソード・デラックス。
親指幸人のちっちゃいってことは便利だねボンバー
ハナビキニキビーナスの力でミニサイズにされた幸人が、敵の体内に飛び込んでアバレイザーを乱射して倒す。命名はらんる。名称は『001/7親指トム』の日本語版主題歌の歌詞に因む。

### 爆竜/戦闘巨人
キラーアバレンオー
バクレンオーに対抗するため、アバレンオーとキラーオーが爆竜大合体した強力な戦闘巨人。アバレンオースライドンの背中にトップゲイラーが翼として合体する。この時は、アバレキラーから「好きにしていい」と言われたトップゲイラーがアバレンジャーと共闘した。ブラキオサウルスの背から加速を付けて突撃し、超高速で他の爆竜と合体・分離を繰り返して技を打ち込む爆竜マルチコンバインでバクレンオーに大ダメージを与えた後、爆竜電撃ドリルスピンの3倍の威力を誇るフライングドリルスピンでトドメを刺す。
『特捜戦隊デカレンジャーVSアバレンジャー』でも登場したが、こちらはトップゲイラーのみがアバレンオーに合体しており、オオアバレンオー同様3人に加えてアバレブラックとキラーも同乗した。物語終盤同様に、この時は「ときめくぜ」がキメゼリフとなっているようで全員言っている。スーパーデカレンジャーロボのパンチで打ち出された勢いでフライングドリルスピンを繰り出す合体技ガトリングドリルスピンを繰り出した。このトップゲイラーのみがアバレンオーに合体した形態は、玩具では本編未登場の形態アバレンオーゲイラーとされている。
爆竜カルノリュータス
1万5千年前に世界を氷に閉ざそうとした2匹の青い爆竜のうちの1体。カルノタウルスが超ドリル（リューター）進化した爆竜。口からブリザードを吐く。カスモシールドンと爆竜合体してバクレンオーになる。
元々は古代のダイノアースに存在した禁断の地・キユフクでカスモシールドンと共に平和に暮らしており、他の爆竜と同じく心優しい性格だったが、戦乱の世での生き残りを図ったサクアスイータに唆され、キユフクに存在する氷の魔石「吹雪石」を採掘させられた挙句、証拠隠滅のために生き埋めにされたため、凶暴な爆竜に変貌、サクアスイータを滅ぼした後、彼らの心情を察したフリージアに封印されたことが外伝『若草のフリージア』で描かれている。また、吹雪石の魔力で心を凍りつかされたため、言語能力を喪失している。
- デザインは爆竜ティラノサウルスをマイナーチェンジしたもので、頭部の形状と体色が異なる。
- 2体が封じられていた氷山は『キングコング対ゴジラ』、海を泳ぐシーンは『地球攻撃命令 ゴジラ対ガイガン』をそれぞれオマージュしている。特撮監督の佛田洋は、荒川稔久が書いた脚本そのままであると述べている。

爆竜カスモシールドン
カルノリュータスと同じ2匹の青い爆竜のうちの1体（ただし、体色は白であった）で、カスモサウルスが超シールド進化した爆竜。口からブリザードを吐く。カルノリュータスと爆竜合体してバクレンオーになる。カルノリュータスと同様の経緯で元々の穏やかな性格から凶暴な爆竜に変貌し、言語能力も喪失する。
- デザインは爆竜トリケラトプスをマイナーチェンジしたもので、頭部の形状と体色が異なる。

バクレンオー
カルノリュータスとカスモシールドンが爆竜合体した悪の戦闘巨人。人型に変形したカルノリュータスにカスモシールドンが右腕に合体する。アバレンオーはおろかキラーオーさえも上回る出力とスピードを誇る。ダブルテイルソードとカスモシールドが武器。胸からブリザードを吐く。アバレンオーのティラノテイルドリルを奪って右腕に装着して攻撃し、爆竜必殺ツインドリルでアバレンオーを破壊寸前にまで追い詰めたが、アバレブラックのファイヤーインフェルノで解凍された爆竜達の反撃でティラノテイルドリルを奪還され、最期はキラーアバレンオーのフライングドリルスピンに腹を貫かれ倒される。
後にテレビシリーズ第48話にて再登場を果たす。再登場の際にバクレンオーが2003年の記録的な冷夏の原因だった旨が語られる。この時は劇場版の剣と盾で装備した形態ではなくアバレンオーと同様の形態で登場している。

## キャスト
- 伯亜凌駕 / アバレッド - 西興一朗
- 三条幸人 / アバレブルー - 冨田翔
- 樹らんる / アバレイエロー - いとうあいこ
- アスカ / アバレブラック - 阿部薫
- 仲代壬琴 / アバレキラー - 田中幸太朗
- ジャンヌ - 桜井映里
- リジェ - 鈴木かすみ
- 今中笑里 - 西島未智
- 伯亜舞 - 坂野真弥
- フリージア - 小向美奈子
- アナウンサー - 渡辺宜嗣（テレビ朝日）
- 少年時代のアスカ[注釈 4] - 権藤彪冴
- テレビ朝日のスタッフ[注釈 4] - 中村陽介
- タンカーの船長[注釈 4] - ロバート・ボールドウィン
- テレビ朝日のディレクター[注釈 4] - 原隆俊
- 少女時代のマホロ[注釈 4] - 味野和明日架
- ヘリコプター乗組員[注釈 4] - ダミアン・ババセル
- タンカーの操舵士[注釈 4] - ペイマン・ハフェズィ
- 少年時代のミズホ[注釈 4] - 秀規
- 賢帝アクガル - 誠直也
- 杉下竜之介 - 奥村公延

### 声の出演
- 爆竜ティラノサウルス - 長嶝高士
- 爆竜トリケラトプス - 宮田幸季
- 爆竜プテラノドン - 篠原恵美
- 爆竜ブラキオサウルス - 銀河万丈
- 爆竜トップゲイラー - 緑川光
- 爆竜バキケロナグルス - 相田さやか
- 爆竜ディメノコドン - 岸尾大輔
- 爆竜ステゴスライドン - 飯田浩志
- 爆竜パラサロッキル - 塩屋浩三
- 爆竜アンキロベイルス - 御崎朱美
- ミケラ - 緒方文興
- ヴォッファ - 宇垣秀成
- ガルヴィディ - 古川登志夫
- ハナビキニキビーナス - 高田由美
- バーミア兵 - 塩野勝美、穴井勇輝（ノンクレジット）

### スーツアクター
- アバレッド[14]、キラーオー[14] - 福沢博文
- アバレブルー[15] - 三村幸司
- アバレイエロー[15] - 小野友紀
- アバレブラック[16] - 日下秀昭
- アバレキラー[17] - 今井靖彦
- 岡本美登
- 蜂須賀祐一
- 大西修
- 神尾直子
- 村岡弘之
- 葉都英樹
- 佐藤賢一
- 岩上弘数

## スタッフ
- 原作 - 八手三郎
- プロデューサー - 日笠淳・塚田英明（東映）、中嶋豪（テレビ朝日）、矢田晃一（東映エージエンシー）
- 脚本 - 荒川稔久
- 音楽 - 羽田健太郎
  - 指揮 - 竹本泰蔵
  - 演奏 - 神奈川フィルハーモニー管弦楽団
- 撮影 - 菊池亘
- 美術 - 大谷和正
- 照明 - 竹田勝三
- 編集 - 須永弘志
- 監督補 - 中沢祥次郎
- 助監督 - 塩川純平
- 進行主任 - 遠藤聖一
- 整音 - 渡辺典夫
- 記録 - 渋谷康子
- キャラクターデザイン - さとうけいいち
- 視覚効果 - 沖満
- 製作担当 - 岩永恭一郎、谷口正洋
- プロデューサー補 - 土田真通
- 製作協力 - 東映テレビ・プロダクション
- アクション監督 - 竹田道弘（ジャパンアクションエンタープライズ）
- 特撮監督 - 佛田洋
- 監督 - 諸田敏
- 配給 - 東映

## 音楽
エンディングテーマ「We are the ONE 〜僕らはひとつ〜」
作詞：吉元由美 / 作曲：小杉保夫 / 編曲：京田誠一 / 歌：串田アキラ、森の木児童合唱団
前作同様、登場人物が踊るエンディングで、敵味方問わずレギュラーの登場人物が踊っている。そのほかエヴォリアンたちが恐竜やのカレーを食べていたり居座ったりと満足していた。
挿入歌「爆竜戦隊アバレンジャー」
作詞：吉元由美 / 作曲：岩崎貴文 / 編曲：京田誠一 / 歌：遠藤正明

## 他媒体展開

### 映像ソフト化
- 大アバレ!映画大図鑑 爆竜戦隊アバレンジャー DELUXE アバレサマーはキンキン中!（DVD1枚組、2003年8月8日発売）
  - 本作品のメイキングDVD。本作品よりメイキングの戦隊DVDが発売されるようになっている。
- 爆竜戦隊アバレンジャー DELUXE アバレサマーはキンキン中!（DVD1枚組、2004年2月21日発売）
  - 映像特典
    - 製作発表
    - 完成披露試写会舞台挨拶
    - 公開2日目舞台挨拶
    - 劇中楽曲収録風景
    - 特報・劇場予告編
    - TVスポット集
    - 劇場版アバレギャラリー
    - アバレ爆竜美術館
    - ポスターギャラリー

  - 初回限定特典
    - 特製3Dカード

### 漫画作品
『アバレンジャー 外伝 若草のフリージア』
角川書店の漫画雑誌『特撮エース』Vol.001 - 002に掲載された漫画作品（未単行本化）。作画は和田竜、脚本は荒川稔久。
『アバレサマーはキンキン中!』の前日談要素を持った外伝で、『爆竜戦隊アバレンジャー』本編より1万5千年前のダイノアースを舞台に、王女フリージアを主役とした物語が描かれている。

## ネット配信
- 東映特撮 YouTube Official：2023年8月26日11:00（JST） - 同年9月3日（JST）